# Božena Laglerová
Božena Laglerová (ur. 11 grudnia 1886 w Pradze, zm. 8 października 1941 tamże) – pierwsza czeska pilotka.

## Życiorys
Córka Vojtěcha i Jozefy Počtovej. Ojciec zmarł, gdy była dzieckiem, a w wychowaniu dzieci pomagał matce brat Filip Počta, który był profesorem geologii i paleontologii. Studiowała śpiew w Konserwatorium Praskim. W latach 1907–1908 występowała jako solistka w Teatrze Vinohrady. W 1909 roku wyjechała na naukę do Paryża, ale z powodu choroby strun głosowych musiała zakończyć karierę śpiewaczki. W 1910 roku zaczęła uczyć się rzeźby w Pradze, ale szwagier Václav Felix, który był wykładowcą Politechniki Czeskiej w Pradze, zainteresował ją lotnictwem.
W kwietniu 1911 roku rozpoczęła naukę latania w Bork pod Berlinem, gdzie fabrykę lotniczą zorganizował Hans Grade. 27 września 1911 roku zdała egzamin, a 7 października 1911 roku na zawodach lotniczych w Hanowerze zdobyła pierwsze międzynarodowe trofeum lotnicze w historii czeskiego lotnictwa – Srebrny Puchar. 19 października uzyskała licencję pilota FAI na Niemcy o numerze 125, a 10 października licencję FAI na Austro-Węgry nr 37. Była jedną z pierwszych kobiet na świecie, które uzyskały licencję pilota.
W latach 1912–1913 zarabiała na życie, występując w pokazach na Kubie, Dominikanie i w USA. W 1913 roku wróciła do Pragi.
W czasie I wojny światowej trzykrotnie próbowała zaciągnąć się do Sił Powietrznych, ale nie przyjęto jej. Po wojnie zrezygnowała z latania. Pisała artykuły do czasopisma „Letec”, uczyła śpiewu i promowała lotnictwo. W listopadzie 1925 roku startowała w wyborach parlamentarnych z ramienia założonej w 1925 roku Narodowej Partii Pracy (Národní strana práce).
22 kwietnia 1919 roku wyszła za mąż za instruktora lotnictwa i czeskiego specjalistę od fotogrametrii lotniczej Josefa Peterkę. Zmarła 8 października 1941 roku w Pradze i została pochowana na cmentarzu Bubenečskim.

## Upamiętnienie
- 2018: W głosowaniu internetowym wybrano ją do 100 spośród zaproponowanych 280 czeskich lotniczych osobowości stulecia. Sylwetki wybranej setki zostały zaprezentowane w Sali Chwały (Síň slávy) Muzeum Lotnictwa w Mladá Boleslav (Letecké muzeum Metoděje Vlacha v Mladé Boleslavi)[9][10].
- 2009: Hanuš Salz La Aviadora – můj sen. Neobyčejný životní příběh první české pilotky[11]
- 2004: imię Boženy Laglerovej nadano jednej z ulic w Pradze w dzielnicy Ruzyně[12]
- 1982–1983: komiks La Aviadora – příběh první české pilotky w czasopiśmie „ABC mladých techniků a přírodovědců”[1].